# جيرالد كادوجان
جيرالد كادوجان (بالإنجليزية: Gerald Cadogan)‏ هو ملحن أمريكي، ولد في 16 يناير 1986 في أوكلاند في الولايات المتحدة.